# Enes Mahmutovic
Enes Mahmutovic (Peja, 1997. május 22. –)  luxemburgi válogatott labdarúgó, a CSZKA Szofija játékosa.

## Pályafutása

### Klubcsapatokban
A Fola Esch korosztályos csapataiban nevelkedett, majd itt lett profi labdarúgó. 2015. március 1-jén mutatkozott be a bajnokságban a Victoria Rosport ellen. A 2016–2017-es szezonban alapembere lett klubjának. 2007 januárjában próbajátékon vett részt az angol Aston Villa csapatánál, de nem felelt meg, majd májusban szerződtette a szintén angol Middlesbrough. 2018. augusztus 14-én mutatkozott be az első csapatban a Notts County ellen góllal a ligakupában. Az angol labdarúgás történelméében ő szerezte az első profi luxemburgi gólt. A hónap végén kölcsönben csatlakozott a Yeovil Town csapatához, amely a negyedosztályban szerepel. Szeptember 22-én a Swindon Town ellen debütált kezdőként. November 6-án első gólját szerezte meg a Yeovil  színeiben a West Ham United U21-es csapata elleni Football League Trophy mérkőzésen. Decemberben visszatért a Middlesbrough csapatához. 2019. július 1-jén kölcsönbe került a holland Maastricht csapatához, ahol 16 tétmérkőzésen lépett pályára. 2020. június 28-án szabadon igazolhatóvá vált. Ezt követően az ikrán Lviv játékosa volt. 2022. március 31-én a bolgár CSZKA Szofija csapatába szerződött.

### A válogatottban
2016. november 13-án a holland labdarúgó-válogatott elleni 2018-as labdarúgó-világbajnokság-selejtező mérkőzésén kezdőként debütált a felnőtt válogatottban.

## Sikerei, díjai
- Fola Esch
  - Luxemburgi bajnok: 2014–15